# Французская и Германская звезда
Французская и Германская звезда (The France and Germany Star) — военная награда Великобритании периода Второй Мировой войны. Звезда была учреждена (первоначально в 1943 году) 8 мая 1945 года по представлению премьер-министра У. Черчилля, первого лорда казначейства и министра обороны по повелению Его Величества короля Георга VI (1936—1952 гг.), в честь победы союзных войск над Германией и её сателлитами.
Основная масса награждений состоялась сразу после окончания II Мировой войны (2 сентября 1945 года).
Эта медаль вручалась за службу на территории Франции, Бельгии, Голландии или Германии в период между днем «D» и капитуляцией Германии (6 июня 1944 г. — 8 мая 1945 г.). Условием представления к награждению было участие, как минимум, в одной операции (даже если служба длилась один день) на территории этих стран. Для военнослужащих задействованных в морских операциях при условиях поддержки сухопутных сил район действий определялся следующими линиями на севере заливом Ферт-оф-Форт (Шотландия), на востоке портом Кристиансанном (Норвегия), на юге проливом Ла-Маншем, на юге Бискайским заливом (не дальше чем 6° западной долготы от западного побережья Франции).
Этой звездой не награждали в дополнение к Атлантической звезде и Звезде за воздушную битву за Европу. Поэтому, когда из полученных медалей надевалась одна, полученная ранее других, на неё крепилась маленькая серебряная роза. Те, кто квалифицировался для награждения Атлантической звездой, Звездой за воздушную битву за Европу или Французско-Германской звездой, или двумя из них, награждались только той, к которой были представлены раньше. Планка «Atlantic» крепилась в указание награждения соответствующей звездой. Вторая планка не вручалась. Заметим, что планка «Air Crew Europe» не носилась с этой медалью.
В центре звезды размещён вензель короля Георга VI, окружённый кольцом с короной наверху. По кольцу идёт надпись, обозначающая название награды: «THE FRANCE AND GERMANY STAR» («Французско-Германская звезда»). Обратная сторона медали плоская, как и у других из этой серии. Лента шириной 1.25 дюйма состоит из полосок равной ширины — синей, белой, красной, белой и синей, символизирующей цвета флага Соединённого королевства, а также флагов Франции и Нидерландов. Цвета Бельгии не представлены (цветовая гамма ленты разработана королём Георгом VI). Награды могли быть именными (данные о владельце с реверсной стороны) так и нет. В основной своей массе именные награды принадлежали индийским военнослужащим Британской Индийской Армии.